# Ulysses (regény)
Az Ulysses James Joyce regénye, melyet legelőször az amerikai The Little Review újságban adtak ki 1918 és 1920 között sorozat formájában. Csak ezt követően adta ki Sylvia Beach a könyvet teljes egészében 1922. február 2-án Párizsban. A modernista irodalom egyik legjelentősebb műveként tartják számon a nyugati irodalomban.
Az Ulysses a főszereplő, Leopold Bloom dublini történetét meséli egy teljesen hétköznapi napon, 1904. június 16-án. A cím Homérosz, ókori görög költő Odüsszeia című Kr. e. 8. századi eposzára utal. Odüsszeusz nevének latin megfelelője Ulysses. Rejtett és álcázatlan párhuzamokat fedezhetünk fel a két mű között. Leopold Bloom felel meg Odüsszeusznak, Molly Bloom (a feleség) Pénelopénak és Stephen Dedalus (a fiú) Télemakhosznak. Június 16-át, a főhős történetének napját, a Joyce-rajongók világszerte Bloom napjaként (Bloomsday) ünneplik.
A mű számadatai hatalmasnak számítanak, kiadástól függően 644 és 1000 oldal között mozgó, körülbelül 250 000 szavával és 30 000 szóból álló szókincsével. A 18 fejezetre osztott történet számos irodalmi vita tárgyát képezte. Az Ulysses híres az úgynevezett „Stream of consciousness” (tudatfolyam) írói technikájáról és kísérleti prózájáról. Szándékosan sok paródiát, utalást és könnyen összekeverhető hasonló hangzású szavakat használ Joyce.
1999-ben az angol Modern könyvtár (Modern Library) a 20. század 100 legjobb regényéből álló listán elsőnek választotta.

## A regény szerkezete

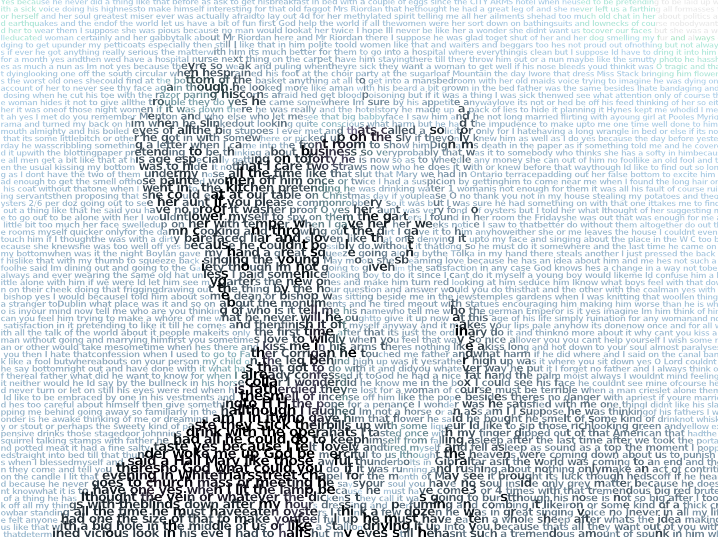
James Joyce arcképe az Ulysses szövegéből megformázva

Az Ulysses 18 részből, avagy fejezetből áll. Első pillantásra a könyv rendezetlennek és kaotikusnak tűnik. Joyce egy nyilatkozata szerint azért, hogy a műve halhatatlanná váljon, „annyi talányos és rejtett utalást tett[em] bele, hogy a professzorok évszázadokig elvitatkoznak azon, mit, hogyan értett[em].” A Stuart Gilbert és Herbert Gorman által írott regényszerkezeti vázlatokat a könyv kiadása után jelentették meg, hogy megvédjék Joyce-t az obszcenitás vádjától. E művek világosan kimutatták a regény és az Odüsszeia közötti párhuzamokat és a könyv belső struktúráját is elemezték.
Az Ulysses 18 fejezetéből 15 külön-külön stílusban íródott, mindnek sajátos motívumai vannak, melyek sokatmondóan utalnak a szereplők és az Odüsszeia adott karaktereinek kapcsolatára. A megjelent szöveg nem tartalmazta a fejezetcímeket, azokat Linati és Gilbert szerkezetvázlataiból ismerjük. Levelezésében Joyce a homéroszi címek alapján hivatkozott a fejezetekre. A címeket Victor Bérard kétkötetes Les Phéniciens et l’Odyssée című művéből vette, melyet 1918-ban olvasott a Zentralbibliothek Zürichben. Bérard könyve szolgált alapul némely homéroszi cím sajátos átfordításához: „Nauszikaá”, „Télemakhia”.

## Első rész: Télemakhia

### Első fejezet: Télemakhosz
|  | Alább a cselekmény részletei következnek! |

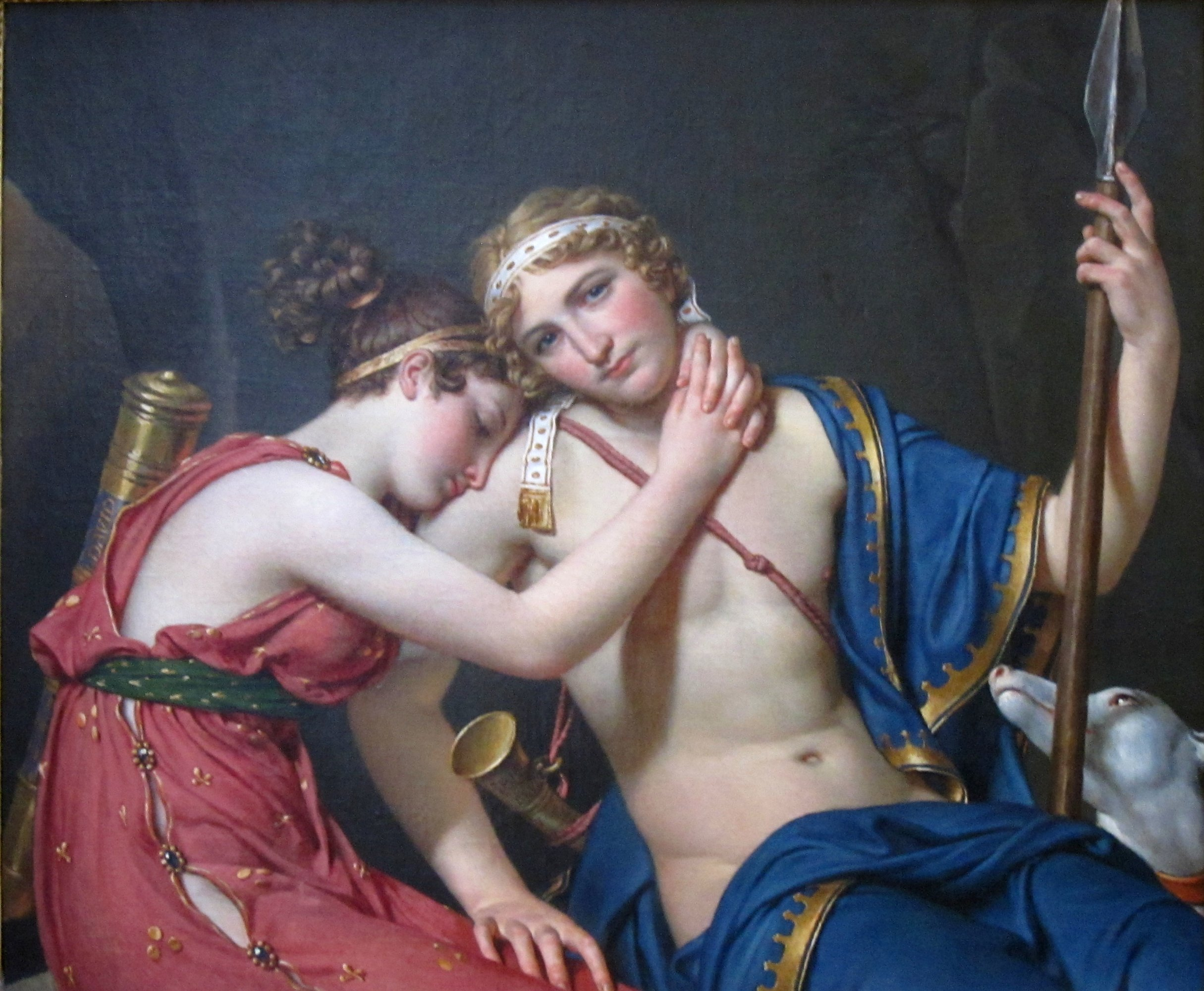
Télemakhosz és Eukhárisz nimfa (utóbbi nem szerepel az Odüsszeiában)

1904. június 16-a, reggel nyolc óra van. (Ezen a napon kezdett Joyce hivatalosan is járni Nora Barnacle-lel.) Buck Mulligan (nagyhangú, kötekedő természetű orvostanhallgató) felhívja Stephen Dedalust (fiatal tanár és költő, akivel először az Ifjúkori önarcképben találkozhattunk) a sandycove-i, Dublin-öbölre néző Martello-torony tetejére. Lakótársakként laknak a toronyban, amit Mulligan bérel az államtól. Stephen közömbösen tűri Mulligan viccelődését, némán duzzog Haines miatt (oxfordi angol egyetemista), akit Buck Mulligan hívott oda lakni. Stephen ellenérzéseinek fő oka, hogy előző éjjel Hainesnek rémálmai voltak egy fekete párducról, és hánykolódása zavarta Stephent a pihenésben.

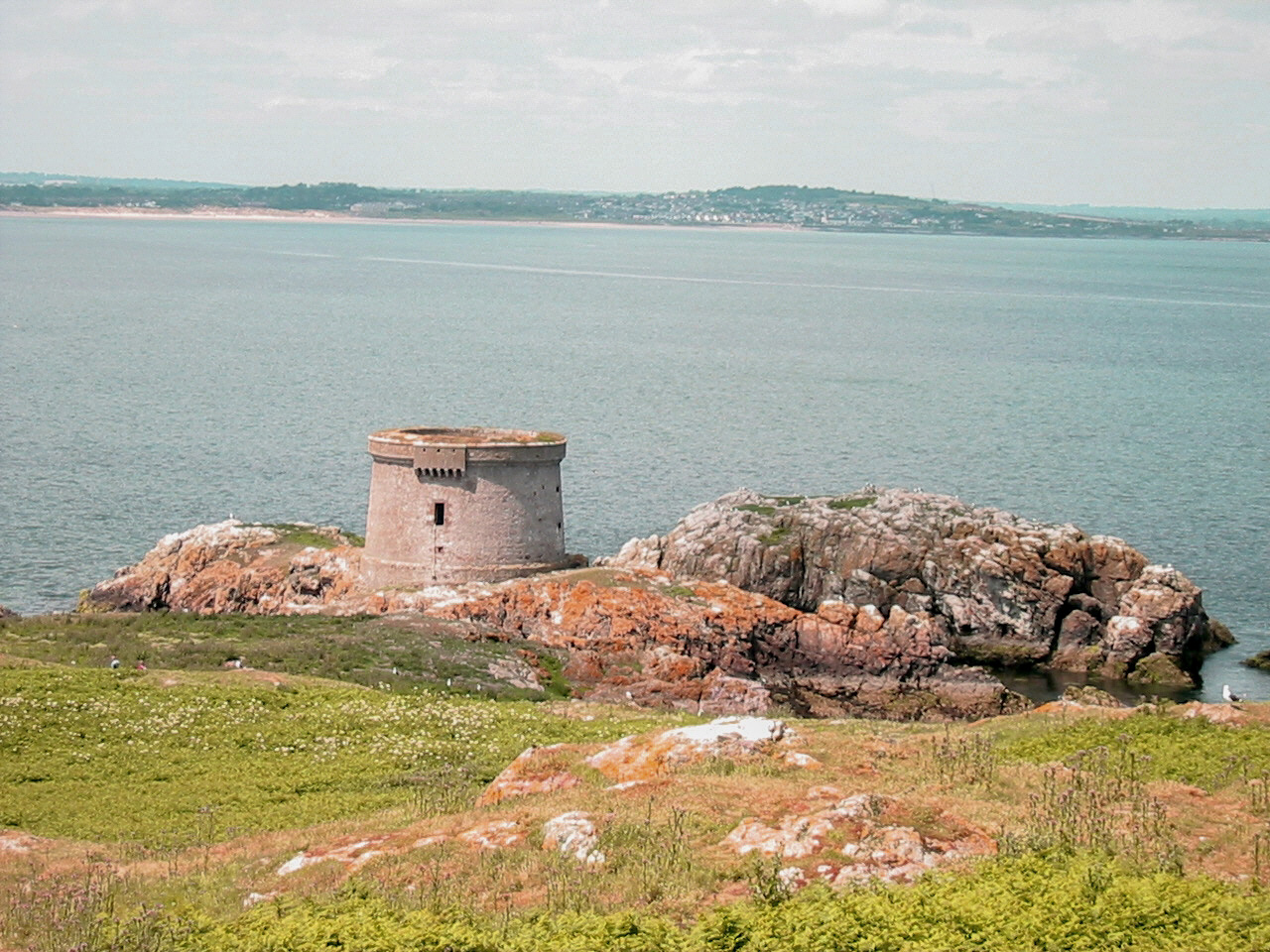
Martello-torony

Mulligan a tengerről beszél, Stephennek pedig eszébe jut nemrég elhunyt édesanyja, akit még mindig gyászol. Mulligan otrombán ugratja Stephent, amiért visszautasította anyja kérését, hogy imádkozzon vele az asszony halálos ágyánál. Stephent annál érzékenyebben érinti ez, mert bűntudata van az eset miatt. De más feszültség is van kettejük között, mert Stephen elárulja, hogy egyszer meghallotta Mulligant, amint az anyjára azt mondja: „aki felfordult”. Buck megpróbál védekezni, de hamar feladja. Aztán dalolva lefelé indul, azzal a dallal, amit Stephen is énekelt haldokló anyjának.
Később Stephen és Haines lesétálnak a tengerhez, ahol Buck a barátaival úszkál. Megtudjuk, hogy Bucknak egy távollévő barátja egy meg nem nevezett lánnyal jár (később kiderül, hogy Milly Bloom az). Stephen menni akar, mire Buck a ház kulcsát kéri, meg egy kis pénzt kölcsön. Stephen közli, hogy aznap éjjel nem megy haza a toronyba, magában Buckot „[trón]bitorlónak” nevezi.

### Második fejezet: Nestor
Stephen történelemórát tart az epeiruszi Pürrhosz győzelmeiről. Az osztály láthatóan unatkozik, fegyelmezetlenek, nem érdekli őket a téma. Mielőtt véget érne az óra, Stephen egy bonyolult találós kérdést tesz fel nekik egy rókáról, aki egy bokor alá temeti a nagyanyját, de a tanulók nem fejtik meg. Az egyik diák, Sargent hátramarad, Stephen pedig számtanpéldák megoldását magyarázza neki. Kedves a fiúhoz, de taszító külsejét látva azon tűnődik, mennyire és hogyan szeretheti az anyja. Ezután Stephen beugrik az antiszemita iskolaigazgatóhoz, Mr. Deasyhez, akitől megkapja a fizetését, Stephen pedig megígéri neki, hogy lehozatja egy olvasói levelét az újságban. Deasy kioktatja Stephent a pénz élvezetéről, és a hatékony pénzgazdálkodás fontosságáról. E párbeszédből származnak a regény leghíresebb idézetei, például Dedalus kijelentése, hogy Isten „rikoltozás az utcán”, vagy hogy „A történelem lidércnyomás. […] Várom, hogy felébredjek.” Visszautasítja Deasy elfogult elképzeléseit a múltról, melyeket az előítéleteinek igazolására használ. A fejezet végén Deasy tesz még egy arrogáns megjegyzést a zsidókra, miszerint Írországban azért nem volt soha zsidóüldözés, mert be sem eresztették őket soha.

### Harmadik fejezet: Próteusz
Ebben a fejezetben, melyet a tudatfolyam-típusú elbeszélés jellemez, a cselekményt Stephen belső monológján keresztül követhetjük. Kimegy a tengerpartra, és egy darabig búsan tűnődik filozófiai kérdéseken, diákkori látogatásán Párizsban, és az anyja halálán. Miközben emlékein töpreng, lefekszik a kövekre, megfigyel két embert és a kutyájukat, lejegyez néhány versötletet, az orrát túrja, és a kövek mögé vizel.

## Második rész: Odüsszeia

### Negyedik fejezet: Kalüpszó
Stephen elbeszélése hirtelen abbamarad. Újra reggel 8 óra van, de átkerülünk a város másik végére, az Eccles street 7. számhoz, ahol a könyv másik főszereplője, a félzsidó hirdetésügynök, Leopold Bloom él. Bloom éppen reggelijét készíti (Mulligannel egyidőben). Elsétál a henteshez, hogy disznóvesét vegyen reggelire, majd hazamegy befejezni a főzést. Az ételt egy levéllel együtt felviszi a feleségének, Mollynak (igazi neve Marion), aki a levelet a párnája alá rejti. Bloom elolvassa a saját levelét, amit a lányától, Millytől kapott. A fejezet végén Bloom kicammog a budiba, és beleit üríti.

### Ötödik fejezet: A lótuszevők
Bloom nekikezd a napjának: titokban elmegy a postára (szándékosan kerülőúton), ahol felveszi egy levelét Martha Cliffordtól. A levelet Henry Flowers nevére címezték, ez Bloom romantikus álneve. Újságot vesz, és összefut egy ismerősével, C. P. M’Coy-jal. Míg beszélgetnek, Bloom megbámul egy harisnyás nőt, de egy elhaladó villamos betakar a képbe. Elolvassa a levelet, a borítékot pedig egy mellékutcában széttépi. Beül egy templomba, és a katolikus egyházról elmélkedik. Ezután a patikába megy, ahol citromszappant vásárol és parfümöt készíttet. Utána találkozik egy másik ismerősével, Bantham Lyonsszel, akinek egy félreértésből kifolyólag, akaratán kívül lóversenytippet ad. (A ló neve Throwaway, Bloom az újságot akarja eldobni – „I just wanted to throw it away” (úgyis éppen el akartam dobni) -, Lyons pedig azt hiszi, ez a tipp. Később Throwaway a Szentkuthy-féle magyar fordításban Többsincs, a Magyar James Joyce Műhely fordításban Semmirekellő néven szerepel.) Végül Bloom fürdőbe megy.

### Hatodik fejezet: Hádész
A fejezet kezdetén Bloom beszáll a temetésre igyekvő kocsiba három másik ember, köztük Stephen apja, Simon Dedalus mellé. Paddy Dignam temetésére mennek. Az úton elhaladnak Stephen mellett, közben beszélgetnek. Bloom az újságját böngészi. A társalgás halálesetekről, villamosvonalakról és a lóversenyről folyik. Épp akkor érnek a kápolnához, amikor már hozzák ki a koporsót a halottaskocsira. Bloom a temetés alatt egy esőkabátos idegent figyel, gondolatai a temetés körül járnak. Elmenőben még figyelmezteti egyik útitársát, hogy behorpadt a kalapja.

### Hetedik fejezet: Aiolosz
A szerkesztőségben vagyunk, Bloom megpróbál elhelyezni egy hirdetést az újságban. Közben megérkezik Stephen, a zsebében Deasy levelével a száj- és körömfájás járványról. Egymással nem találkoznak. Stephen figyeli, amint egy szedő visszafelé rakja össze a cikk betűit, erről eszébe jut, ahogy az apja a pészachi agada-könyvéből jobbról balra olvasta a héber szöveget. A fejezetet újságba illő szalagcímek tagolják rövid részekre. Az „Aioloszt” a retorikai fordulatok szándékolt bősége jellemzi. Itt tűnik fel először Lenehan és Corley.

### Nyolcadik fejezet: A laisztrügónok
A fejezet kezdetén Bloom az utcán sétál, kezében egy brossúrával, amely egy amerikai igehirdető fellépését reklámozza a „bárány véréről”. Bloom a hídról a vízbe hajítja az összegyűrt papírt, majd két szelet mazsolás süteményt vesz egy asszonytól. Összemorzsolja és beszórja a tengerbe a sirályoknak, aztán nézi, ahogy a madarak a vízből kapkodják a darabkákat. Hirdetést vesz észre egy hajó oldalán, eszébe jut, hogy „minden alkalmas hirdetésre” és egy nemi betegségekkel foglalkozó orvos, aki nyilvános vécékbe tett falragaszokat magáról. Arra gondol, hogy Boylannek, akiről gyanítja, hogy találkozgat Marionnal, talán fertőző nemi betegsége van, aztán a feleségével töltött boldog időkre, a házasságuk elején.
Találkozik egy régi barátnőjével, Mrs. Breen-nel (Josie Powell), aki Denishez ment hozzá, egy furcsa, kicsit zakkant férfihoz. Mr. Breen reggel egy különös levelezőlapot kapott, amelyet Camp és Petz küldött (kampec), ő pedig pert akar indítani. Bloom Josie-ról és Mina Purefoyról érdeklődik, akiről megtudja, hogy a kórházban vajúdik. A fejezetben Bloom gondolatban vissza-visszatér a vajúdó Minához és Molly terhességéhez.
Néhány rendőr mellett halad el, erről eszébe jut, amikor egy lovasrendőr egy csapat britellenes orvostanhallgatót üldözött. Bloom arra gondol, hogy mostanra már biztosan részei annak az intézményrendszernek, amit régen még ócsároltak. Más köpönyegforgatók járnak a fejében, mint „Carey, aki beköpte a Legyőzhetetleneket”, meg a cselédek, akik a gazdáikról súgnak a rendőröknek.
Az optikus előtt elsétálva a napfogyatkozás jut eszébe, mire Bloom kinyújtja a karját, és a kisujjával eltakarja a napot. Aztán arra a teliholdas éjszakára gondol, amikor Mollyval és Boylannel sétáltak, Molly középen. Bloom gyanítja, hogy azok ketten közben egymást simogatták.
Bloom betér a Burton-vendéglőbe, de a barátságtalan környezet és a kuncsaftok visszataszító viselkedése miatt inkább sarkon fordul, és átmegy Davy Byrne-höz.
Odabent Bloomot megszólítja Nosey Flynn, aki Mollyról, és a menedzserével, Boylannel közös turnéjáról érdeklődik. Erről Bloomnak egy pillanatra eszébe jut Molly viszonya. Gorgonzolás szendvicset eszik és vörösbort iszik. Az ablakon zümmögő két összetapadt légyről felötlik benne egy romantikus este emléke Mollyval a Howth-dombon. Bloom az asszonyra feküdt, Molly pedig megrágott köménymagos süteményt csúsztatott a szájába, aztán szeretkeztek. Az olvasó később Marion elbeszéléséből is megismerheti ezt a történetet. A legyekre pillantva átsuhan rajta (egy mondattöredék erejéig), hogy mekkora különbség van az akkori boldog élete és a mostani között.
Az ebéd végeztével Bloom meglátogatja az árnyékszéket, majd a Nemzeti Könyvtár felé indul, hogy utánajárjon a Kulch-hirdetésnek. Útközben átsegít egy vak fiatalembert az út másik oldalára, majd azon elmélkedik, mennyire kiélesedhetnek a vakok egyéb érzékei. Hirtelen Boylant pillantja meg az utca túloldalán, ettől pánikba esve beugrik a Nemzeti Múzeum kapuján.
A fejezetben Bloom a parallaxis fogalmán elmélkedik, amit nem is ért egészen. Ez a regényre vonatkozó utalásként is felfogható, mivel az Ulyssesben gyakran változik az elbeszélés módja, így az olvasó ugyanazokat az eseményeket más-más szereplő szemszögéből is megismerheti.

### Kilencedik fejezet: Szkülla és Kharübdisz
A Nemzeti Könyvtárban Stephen a Shakespeare műveiről szóló elméletét magyarázza tanult barátainak. leginkább a Hamletről beszél, amelyet szerinte jórészt Shakespeare felesége, Anne Hathaway feltételezett házasságtörései ihlettek. Bloom megérkezik, hogy megnézzen néhány kiállított szobrot, de Stephennel csak a fejezet végén találkozik véletlenül. Mulligan meglátja Bloomot, és tréfásan figyelmezteti Stephent, hátha a hirdetésügynök homoszexuális.

### Tizedik fejezet: A bolygó sziklák

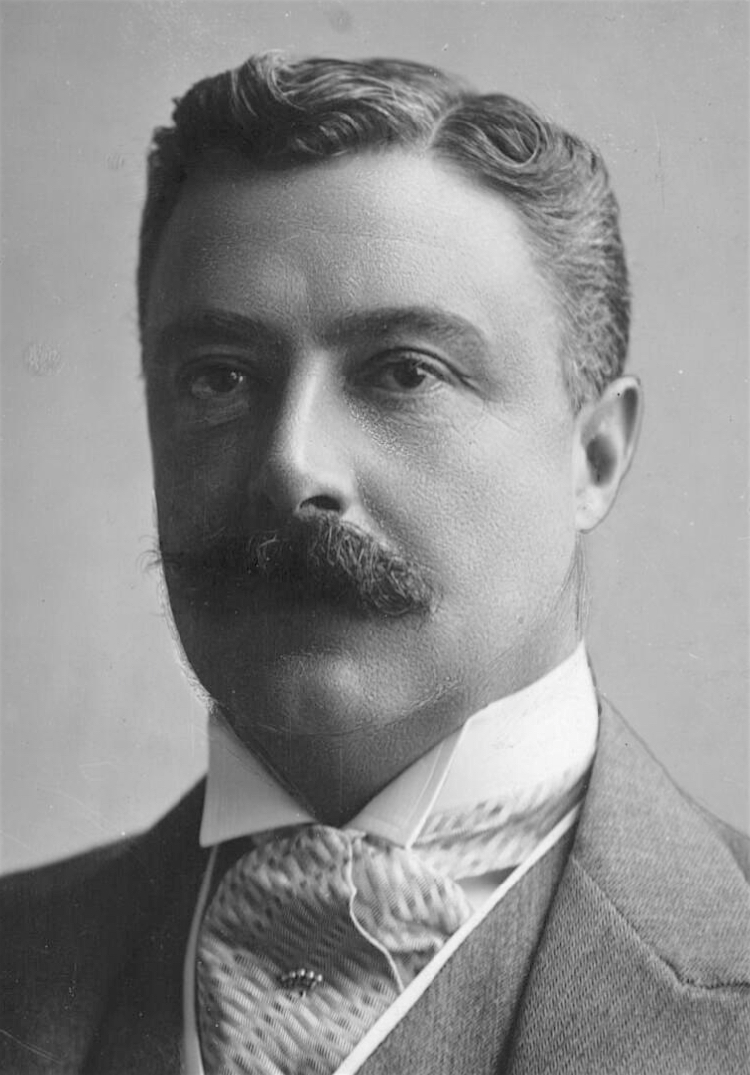
William Humble Ward

A fejezet 19 rövid kis történetben mutatja főbb és jelentéktelenebb szereplők, például Bagzó Boylan, Conmee főtisztelendő, Mr. Simon Dedalus, Stephen és testvérei, valamint Bloom Dublinon át vezető útját. A fejezet az Alkirály, William Humble Ward, Dudley grófja körüli forgatagban ér véget, ahol a történetek szereplői (Bloom és Stephen kivételével) megnézik az alkirály menetét.
Ahogy a Bolygó sziklákat az Odüsszeiában úgy meséli el Odüsszeusz, hogy nem saját maga élte meg az eseményeket, úgy függetleníti Joyce e fejezet elbeszélőmódját a három főszereplőtől.

### Tizenegyedik fejezet: A szirének
Bloom Stephen nagybátyjával, Richard Gouldinggal ebédel az Ormond Hotelben, közben a szintén ott lévő Bagzó Boylan a Mollyval (Bloom nejével) való randevújára készülődik. Ebéd közben Bloom elábrándozik a vonzó felszolgálónőkön, Lydia Douce-on (bronzavonz) és Mina Kennedyn (kéjarany). Simon Dedalus, Stephen apja az ott iddogáló férfiak hosszas kérlelésére énekelni kezd, Bloom elragadtatva hallgatja, közben a zenén tűnődik.

### Tizenkettedik fejezet: A küklopsz
Ezt a fejezetet egy névtelen dublini lakos meséli el, de beszédmódja egyértelműen a szerző apjáét, John Joyce-ét utánozza. A narrátor Hynes-ba ütközik, majd együtt elugranak egy italra. A kocsmában Alf Bergannel találkoznak, akire a szöveg csak „a polgár”-ként utal. Bergan figuráját Joyce Michael Cusackről, a Kelta Atlétikai Szövetség alapítójáról (Gaelic Athletic Association) mintázta. Bloom Martin Cunnighamet várja a kocsmában, de a polgár, akiről kiderül, hogy dühödt féniánus, kötekedni kezd Bloommal. Mindjárt antiszemita hangulat kerekedik, amiatt is, hogy Bloom szándéktalan tippje, Többsincs / Semmirekellő megnyerte a versenyt. A férfiak azt hiszik, jó pénzt nyert, mégsem akar fizetni nekik egy italt. Bloomot Cunnigham menti ki a kocsmából. A fejezetet a narrátor hosszasan elnyújtott beszéde jellemzi: játékosan torzított jogi szakszavak, bibliai idézetek, jelenetek az ír mitológiából, néha fél oldalon át sorolt nevekkel. A fejezet címében lévő küklopsz utalhat a narrátorra, de a polgárra is, aki fel sem fogja, milyen ostoba és korlátolt.

### Tizenharmadik fejezet: Nauszikaá

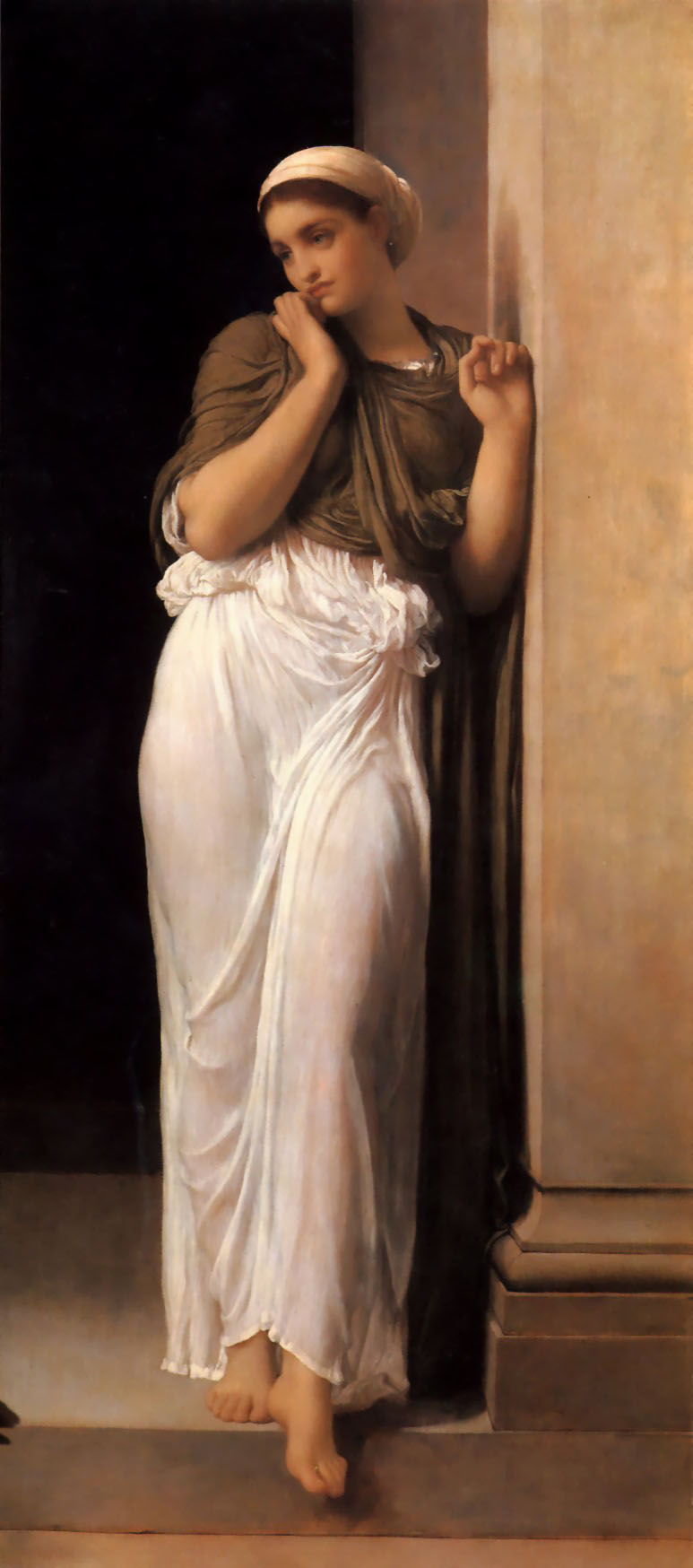
Nauszikaá

Három fiatal nő, Cissy Caffrey, Edy Boardmen és Gerty MacDowell a parton pihennek. Velük vannak Edy négyéves ikertestvérei, Jacky és Tommy, valamint Edy kisbabája is. Eleinte Gerty gondolatait követhetjük, amint egy udvarlójáról álmodozik, és arról, hogy talál magának valakit. Megérkezik Bloom, és a távolból flörtölni kezd vele. Bloom, aki a partmenti köveknek támaszkodva figyeli a lányt, Gerty képzeletében romantikus idegenné válik, a lány pedig „az emberek viharvert szívének örökké világító fároszává, Máriává”. Eddig is egy esküvői jelenet pergett a fejében, Bloom megjelenésével ő lesz a vőlegény, már csak róla ábrándozik. Finoman ő is viszonozza a flörtöt, Gerty a szoknyája alá enged egy hosszabb bepillantást, amitől Bloom alaposan megizzad.

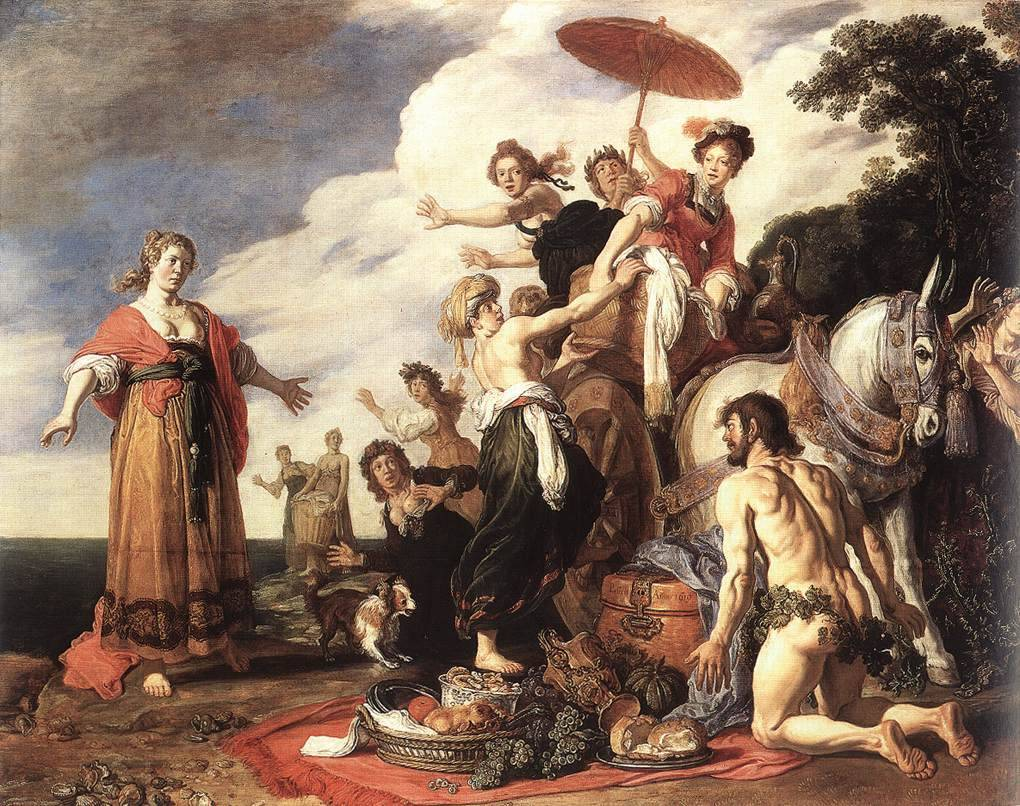
Odüsszeusz és Nauszikaá

Gerty barátnői észreveszik, hogy Bloom hatással van a lányra, és ugratni kezdik vele, mire ő megkérdezi tőlük, nincs-e túl késő, ezzel finoman figyelmeztetve őket, hogy ideje lenne magára hagyni őt. Cissy odamegy Bloomhoz, hogy megkérdezze az időt, Bloom pedig zavartan közli, hogy az órája fél órával azelőtt megállt (később kiderül, hogy éppen abban a pillanatban, amikor a felesége ágyba bújt Bagzó Boylannel). Bloom nem erőlteti a beszélgetést a lánnyal, inkább Gertyre koncentrál. A lányok az indulás mellett döntenek, Gerty viszont ekkor kezdi csábítóan megmutatni bizonyos testrészeit Bloomnak.
A templomi áldás véget ér, és kezdetét veszi a tűzijáték. A két lány a gyerekekkel odarohan, Gerty viszont marad, és telve szenvedéllyel, a tűzijátéktól begerjedve hátradől egy sziklán, és úgy rendezi a lábait, hogy Bloom könnyedén közéjük láthasson. Eközben egy római gyertyát lőnek fel, és ahogy a fényes tűzcsík egyre magasabbra emelkedik, úgy fokozódik Gerty és Bloom izgalma is, egészen a csúcspontig.
Ezután Gerty elindul, Bloom ekkor látja meg, hogy a lány sánta.

### Tizennegyedik fejezet: A Naptitán marhái
Bloom ellátogat a szülészetre, ahol Mina Purefoy éppen vajúdik, és ahol végre összetalálkoznak Stephennel, aki éppen Buck Mulligan és medikus barátai társaságában iszik. A kisbaba világra jövetele után mindannyian egy kocsmába mennek át. A fejezet nyelvezetével játszva vezeti végig az olvasót Joyce az angol nyelv korszakain. Stílus- és nyelvparódiát kapunk az óangol szövegektől kezdve az angolszász alliteráló költészeten vagy például a Jakab király-féle biblián keresztül az ismert szerzőkig, mint például De Quincey vagy Dickens. A sort a már érthetetlenségig torzuló, hirdetésekben használatos, az amerikai angolhoz hasonló szleng zárja.
Joyce a fejezetet 3 alfejezetre, ezeken belül pedig összesen 9 további részre bontotta, ezzel utalva a terhesség 3 trimeszterére és 9 hónapjára.
E rendkívül bonyolult fejezetet szerkezetileg még tovább bonthatjuk. Összesen 60 bekezdésből áll. Közülük az első 10 az angol nyelv két ősét, a latin és az angolszász nyelveket parodizálja. Ez a szakasz a közösülés és a fogantatás allegóriájának felelhet meg.
A következő 40 bekezdés, mely a magzat fejlődésének 40 hetét jelképezi, az angol nyelv legkorábbi formájának, a középangol szatíráival kezdődik, majd időrendben halad további stílusokon át. Mina Purefoy gyermeke az 50. bekezdés végén születik meg, a maradék 10 a gyermekkort szimbolizálja a 20. század eleji Dublinban beszélt utcai szlengek bemutatásával.

### Tizenötödik fejezet: Kirké
Ez a rész egy szövegkönyv stílusában íródott karakterjellemzésekkel és színpadi utasításokkal. A szereplők neve ennek megfelelően a szöveg felett jelenik meg. A fejezet nagy része hallucinációt mutat be.
A fejezet Éjvárosban kezdődik, amely Dublin vöröslámpás negyede. Stephen és Lynch egy nyilvánosház felé tartanak. Bloom megpróbálja követni őket, de hamarosan szem elől veszti a két férfit. Itt veszi kezdetét az első hallucináció, amelyben Bloomot ismerősei (Molly, Molly szülei, de még Gerty MacDowell is) válogatott módon sértegetik.
Az álomképekből föleszmélve Bloom megetet egy kutyát, majd két rendőr kikérdezi. A beszélgetés lázálomszerű tárgyalássá változik, amelyben Bloom a vádlott, méghozzá hamisítás és bigámia ügyében. Bloomra ismerősei vallanak. Mary Driscoll azt állítja, Bloom megengedhetetlen módon próbált közeledni felé, amíg az alkalmazottja volt.
Lerázva magáról a fantáziaképeket Bloom egy prostituált, Zoe Higgins elé érkezik, aki elárulja neki, hogy Stephen éppen abban a bordélyban van, ahol ő dolgozik. Az itt következő álomban Bloom választási beszédet tart, elnyerve ír és cionista hallgatóságának elismerését, akik nemsokára „Bloomuzsálem” uralkodójaként köszöntik. Közönsége azonban hamarosan ellene fordul, Bloom pedig közben átváltozik nővé, és nyolc gyermeknek ad életet. Egyéb bűnökkel vádolják, valamint elferdült szexuális érdeklődéssel. Zoe újbóli feltűnése jelzi a hallucináció végét.
Ahogy Bloomot bevezetik a bordélyba, újabb hallucináció kezdődik Virag Lipot (Bloom apja) érkezésével, aki a szexuális magatartásformákról okítja Bloomot. Ezután a bordély tulajdonosnője, Bella Cohen tűnik fel (Bello néven), aki férfivá változva kínozza és megalázza Bloomot. Bloom meghal az álomban, majd halála után a hálószobája falán függő kép nimfájával beszélget, aki gyengeségei miatt korholja. Bloom visszanyerve önbizalma egy részét, felemelkedik a nimfához, és kérdőre vonja szexuális szokásait illetően.
Visszatérvén a valóságba Bloom visszaveszi a szerencsekrumpliját Zoétól, Stephen pedig fizet az eddigi szolgáltatásokért – jóval többet, mint kéne. Ezt látva Bloom elkobozza a férfi maradék pénzét. A következő álomképben Bloom végignézi, ahogy Molly megcsalja Boylannel. Közben Stephennek megjelenik halott édesanyjának rothadó teste anyja halála miatt érzett bűntudatának kivetüléseként. Rémületében sétapálcájával összetör egy lámpát. Bloom azonnal kifizeti a kárt, majd Stephen után rohan.
Gyorsan rá is talál egy heves veszekedés közepén, ahol is Stephent orrbavágják és kiütik. Bloom megvédi a rendőröktől, majd megvizsgálja, hogy jól van-e. Közben feltűnik Rudy, Bloom halott kisfia, mintegy kihangsúlyozva az atyai érzéseket, amiket Bloom táplál Stephen iránt.

## Harmadik rész: Nosztosz

### Tizenhatodik fejezet: Eumaiosz
Bloom és Stephen egy kiskocsmába mennek felfrissülni. Stephen kap egy kávét, meg némi rosszul elkészített ételt, hogy kissé kijózanodjon, közben egy részeg tengerész történeteit hallgatják.

### Tizenhetedik fejezet: Ithaka
Bloom hazaviszi magához Stephent, aki visszautasítja az ajánlatot, hogy Bloom házában aludjon. A két férfi közösen vizel egyet a hátsó kertben, majd Stephen hazaindul, és eltűnik az éjszakában, Bloom pedig aludni tér.
Ez a fejezet a katekizmusok mereven egyberendezett stílusában íródott, és különféle források szerint egyértelműen Joyce kedvence volt.

### Tizennyolcadik fejezet: Pénelopé
Az utolsó fejezet, mely a harmadik fejezetben megismert tudatfolyam-technikával készült, Molly Bloom monológjából áll. Nyolc központozás nélküli mondatgigász Bloom feleségének gondolataiból, melyek a hitvesi ágyban heverve járnak a fejében. Mellette Bloom fekszik.
Az első mondatban Molly arról beszél, milyen ingerült lett, amikor Bloom megkérte, hogy vigye neki ágyba a reggelit, holott ezt a férfi szokta csinálni. Azon tűnődik, hátha Bloomnak orgazmusa volt aznap, erről eszébe jutnak férje korábbi hűtlenkedései, és a Boylannel töltött délután. Egy évtizednyi (Bloom eltávolodása miatti) cölibátus és Bloom furcsa szexpraktikái után a szokványos és férfias mód, ahogy Boylan szeretkezik, üdítő változásként hat Mollyra. Bloomot mégis férfiasabbnak tartja, és felidézi magában, milyen jóképű is volt, amikor még csak udvarolt neki. Eszébe jut Josie és az ütődött Dennis Breen házassága, és arra gondol, hogy ő meg Bloom mégiscsak szerencsések, jelenlegi problémáik ellenére is.
A második mondatban Molly udvarlóira emlékezik: Boylanra; Bartell D'Arcyra, a tenoristára, aki a templomban csókolta meg, Gardner hadnagyra, aki elesett a Búr háborúkban. Molly a férje fehérneműk iránti vonzalmán tűnődik, és a Boylannal való hétfői találkáján, meg a belfasti utazáson, amire csak ketten mennek. A karrierjére, az éneklésre gondol, és arra, hogy Bloom mennyit segített benne. A Boylannel való randevúk miatt fogyni akar egy keveset. Szerinte Bloomnak ott kéne hagynia a hirdetőszakmát, hogy valami jobban fizetett állásba menjen, például egy irodába. De eszébe jut, hogy Bloom korábbi munkaadóját hiába kérlelte, hogy vegye vissza a férjét.
A harmadik mondatban Molly arra az időre gondol, amikor Bloom javaslatára fizetségért meztelen fotókon szerepelt. A pornográf képeket magában ahhoz a nimfát ábrázoló festményhez kapcsolja, amelyen Bloom reggel a metempszichózist magyarázta neki. Gondolatai ismét Boylanre és az iménti orgazmusra terelődnek.
A negyedik mondat egy vonatfüttyel kezdődik. Molly gibraltári gyerekkoráról van szó, a barátairól, és arról, hogyan írt magának unalomból leveleket, miután elutaztak onnan. Eszébe jut, hogy reggel jött egy levél a lányától, Millytől, de nyilván az egész Bloomnak szól. Kicsit álmodozik arról, hogy megint kap szerelmeslevelet Boylantől.
Az ötödik mondatban élete első szerelmeslevelére gondol, amit Mulvey hadnagytól kapott, aki még Gibraltáron csókolta meg egy híd alatt. Már régóta nem állnak kapcsolatban egymással, Molly azon tűnődik, hogy mi lehet vele. A karrierjére gondol, és arra, mi lehetett volna belőle, ha nem Bloomhoz megy feleségül.
A hatodik mondat kezdetén megint Millyre gondol, és arra, miként küldte Bloom a lányát Mullingarba fényképészetet tanulni, mert megérezte a felesége és Boylan kezdődő viszonyát. Úgy érzi, Milly most olyan, mint amilyen ő volt valamikor. Molly érzi, hogy hamarosan menstruálni fog, tehát Boylan nem ejtette teherbe. A Boylannel töltött nap eseményei futnak át a fején.
A hetedik mondat közben Molly csendesen visszabújik az ágyba, és azok az idők járnak a fejében, amikor Bloommal költözniük kellett. Aggódik anyagi helyzetük miatt, és azon töri a fejét, hátha Bloom a pénzét egy másik nőre költi, vagy Dignaméket segíti belőle. Aztán gondolatai Stephen felé fordulnak, akivel még kisfiú korában találkozott. Azon tűnődik, hogy a férfi talán nem is beképzelt, és valószínűleg ápolt. Egy jövőbeli szexuális kalandról fantáziál, amiben az orális szex is szerepel. Úgy dönt, hogy előtte még tanulni fog, így Stephen nem fogja lenézni őt.
A nyolcadik mondatban arra gondol, hogy a férje nem szeretkezik vele, csak egy csókot ad a fenekére, mint régen. Azon tűnődik, mennyire jobb lenne a világ, ha a nők irányítanák. Stephenre gondol megint, az anyja halálára, aztán Rudy halálára, végül arra, ezek a gondolatok mennyire lehangolják. Fontolgatja, hogy reggel felkelti Bloomot, és elmondja neki az egész dolgot Boylannel, hogy ráébressze, Bloom is hibás az ügyben. Úgy dönt, hoz majd virágot, hátha Stephen Dedalus átjön. A virágokról eszébe jut a nap, amit Bloommal Howthban töltöttek, és amikor Bloom megkérte kezét.
A könyv megjelenésekor ebben a fejezetben szerepelt a leghosszabb angol nyelvű mondat a maga 4391 szavával.
|  | Itt a vége a cselekmény részletezésének! |

## A könyv szereplői
- Leopold Bloom: 38 éves dublini hirdetési ügynök. Szereti a zenét és a könyveket, szívesen elmélkedik tudományos témákról, ezeket másoknak is örömmel magyarázza. Szerelmes a tőle kissé elidegenedett feleségébe, Mollyba. Magát zsidóként azonosítja a Küklopsz című fejezetben, holott édesanyja, Ellen Higgins római katolikus volt, édesapja, Rudolph Virag pedig bár zsidónak született, áttért a protestáns vallásra. Leopold a katolikus vallást vette fel, hogy feleségül vehesse Mollyt. Bloom nem tartja a zsidó szokásokat, de ennek ellenére a regény folyamán néhol bemutatja, hogy ha hiányosan is, de ismeri őket.
- Marion (Molly) Bloom: Leopold Bloom felesége. 33 éves, telt idomú, csinos, incselkedő. Énekesként dolgozik, Bagzó Boylan a menedzsere és egyben a szeretője. Iskolázatlan, egyszerű asszony. Bloommal elég kiélezett a viszonyuk, mert fiúgyermekük halála óta a férfi minden intim helyzetet kerül vele, immár 11 éve.
- Stephen Dedalus: Stephen életútját a bigottan vallásos gyermekkorból a lázadó íróig Joyce előző regénye, az Ifjúkori önarckép taglalta. Az Ulysses Stephenje zseniális, de gyakran zavaros költő, aki Párizsból tért vissza Dublinba haldokló anyja miatt. A regény elbeszélte napon zajló belső konfliktusai a édesanyjával (és Írországgal) való bonyolult kapcsolatáról szólnak. Stephen alakját Joyce magáról formálta.
- Malachi (Buck) Mulligan: Trágár orvostanhallgató, Stephen barátja. Széles műveltségű fiatalember, aki mindent és mindenkit kigúnyol. Mindenki kedveli, kivéve Stephen és Simon Dedalust, valamint Leopold Bloomot. Joyce egy ismerőséről és egykori szobatársáról, Oliver St. John Gogartyről mintázta Mulligant.
- Haines: Oxfordi diák, aki az ír népet és kultúrájukat tanulmányozza. A Martello-toronyban lakik Stephennel és Mulligannel.
- Hugh („Bagzó”) Boylan: Molly Bloom menedzsere. Városszerte közismert és közkedvelt figura. A regényben sok szó esik Boylan és Molly viszonyáról.
- Millicent (Milly) Bloom: Molly és Leopold Bloom tizenöt éves lánya. A könyvben nem tűnik fel, csak egy levelet olvashatunk tőle, és a szereplők utalnak rá. Bloom nem sokkal a regényben részletezett nap előtt küldte Mullingarba fotózást tanulni.
- Simon Dedalus: Stephen apja. Felesége haláláig sikeres ember volt, de azóta az élete zűrzavarrá vált. Ennek ellenére mások továbbra is tisztelik. Jó énekes, ügyes anekdotázó, sokat iszik. Nagyon kritikus Stephennel szemben. Joyce Simon figuráját a saját apjáról mintázta.
- Edy Boardman: Gertie MacDowell egyik barátnője.
- Josie (Powell) és Dennis Breen: Josie és Bloom együtt jártak fiatal korukban. Miután Bloom elvette Mollyt, Josie hozzáment a szellemileg labilis és paranoid Dennishez. Az akkor még vonzó nőt megviselte a házassága, ez nyomott hagyott a külsején is.
- A polgár: Idősebb, hazafiaskodó férfi, az ír nacionalizmus bajnoka. Mások a hazafias ír mozgalmakkal kapcsolatban kérik ki a véleményét, és tőle várják a híreket. Ellenséges, idegengyűlölő és antiszemita.

## A regényhez kapcsolódó magyarországi emlékek
Magyarországon 1994-től rendeznek Bloom-napot, Szombathelyen: Leopold Bloom édesapja, Virág Rudolf ugyanis Szombathelyről kivándorolt magyar zsidó volt.

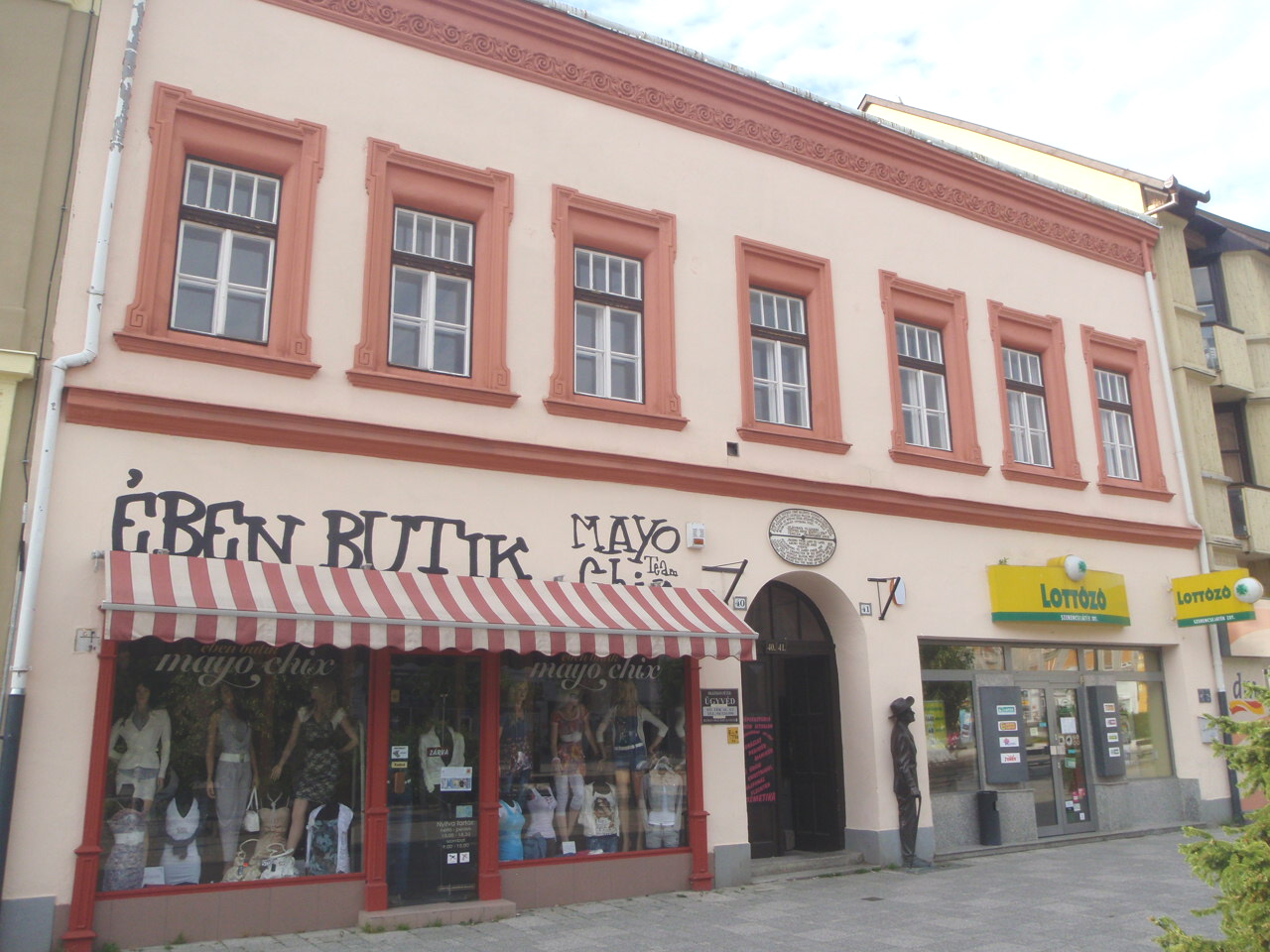
Blum család egykori épülete Szombathely Fő terén
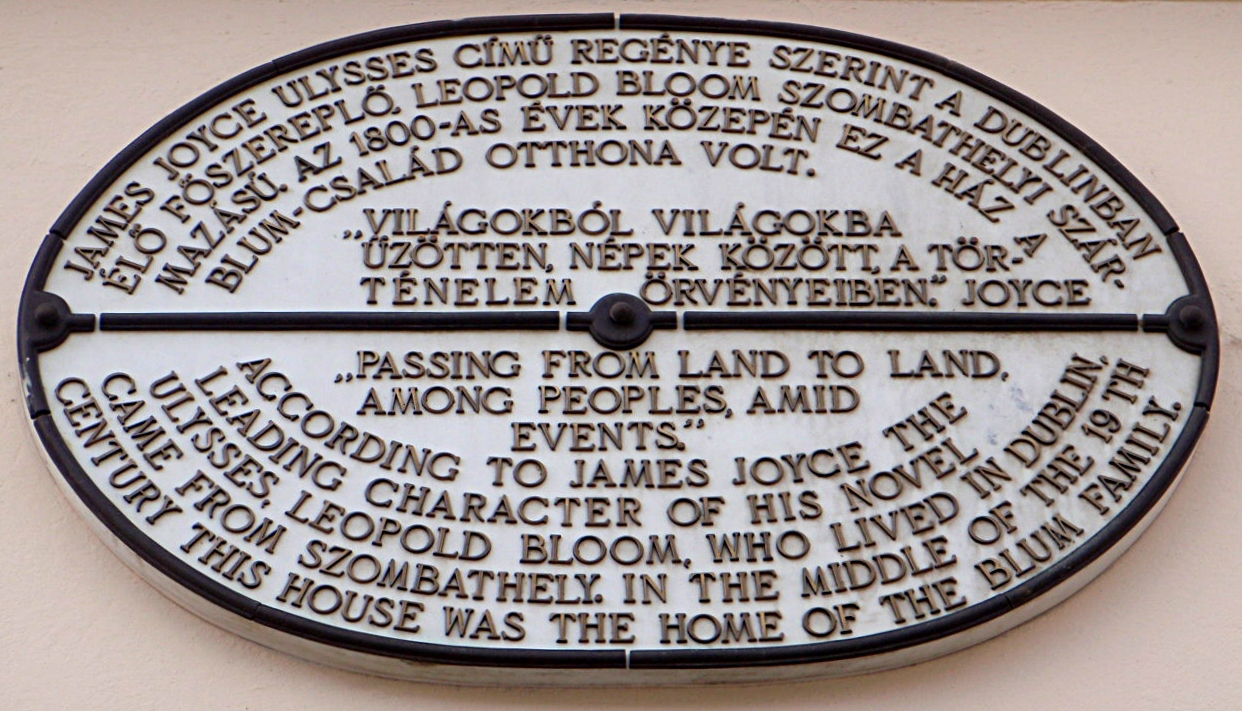
Ulysses főhősének emléktáblája
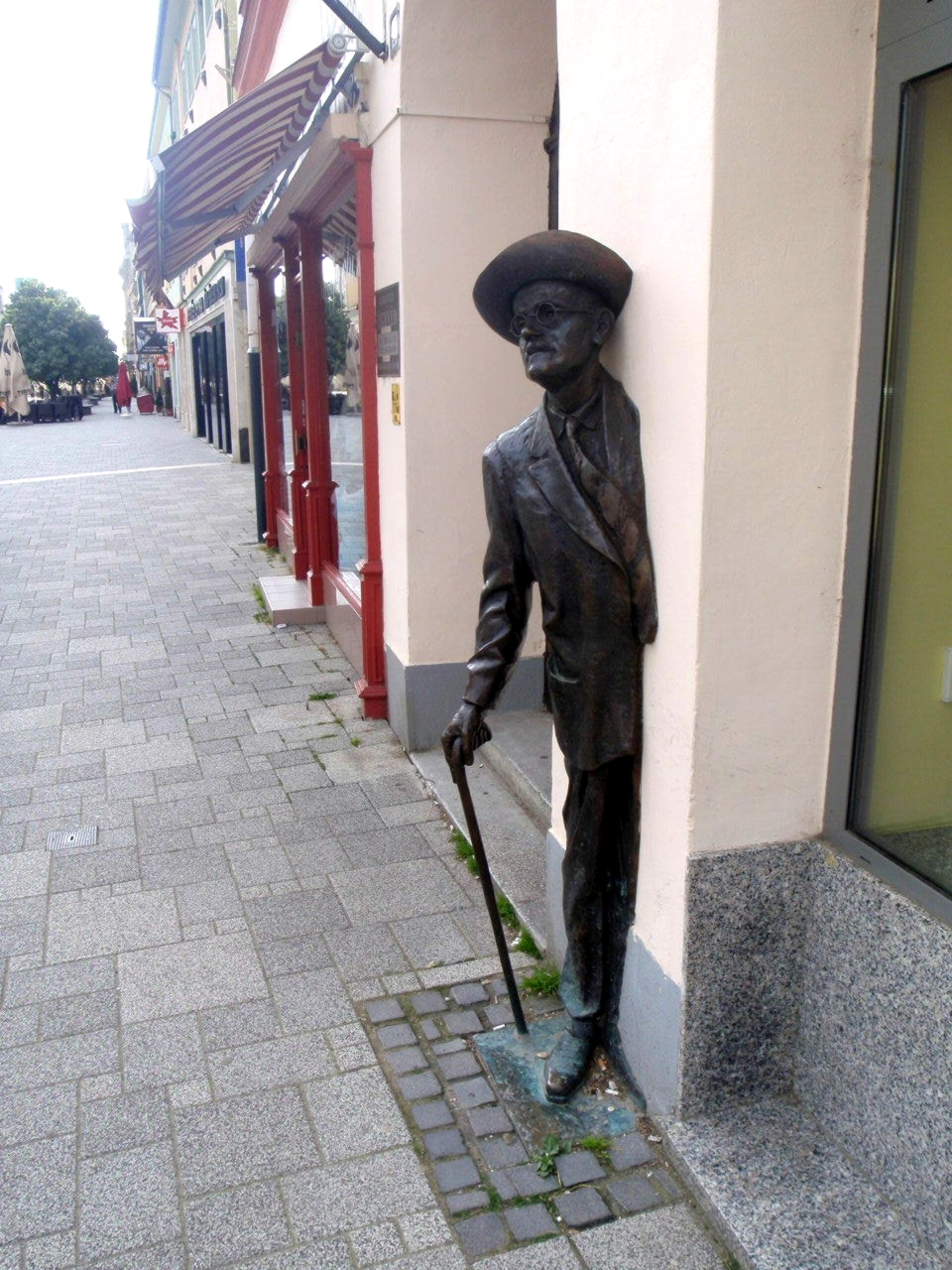
Szombathely – James Joyce szobor a homlokzaton

## Feldolgozások
- Ulysess (film, 1967), rendező: Joseph Strick, főszereplők: Milo O’Shea, Barbara Jefford, Maurice Roëves
- Uliisses (film, 1982), rendező: Werner Nekes, főszereplők: Armin Wölfl, Tabea Blumenschein, Russel Derson
- Bloom (film, 2003) rendező: Sean Walsh, főszereplők: Stephen Rea, Angeline Ball, Hugh O’Conor

## Magyar fordítások
- Ulysses, 1–2.; ford.: Gáspár Endre; Nova Irodalmi Intézet, Budapest, 1947
- Ulysses; ford.: Szentkuthy Miklós, utószó: Sükösd Mihály; Európa, Budapest, 1974
- Ulysses. Regény; ford.: Szentkuthy Miklós, utószó: Ungvári Tamás; 2., jav. kiad.; Európa, Budapest, 1987 (A világirodalom klasszikusai)
- Ulysses; Szentkuthy Miklós fordításának és Bartos Tibor átdolgozásának felhasználásával ford. Gula Marianna, Kappanyos András, Kiss Gábor Zoltán és Szolláth Dávid; Európa, Budapest, 2012.[1][2] ISBN 9789630794022 (Budapest, Helikon, 2021, cop. 2012: ISBN 9789634796251)

## Fordítás
- Ez a szócikk részben vagy egészben  az   Ulysses (novel) című angol Wikipédia-szócikk ezen változatának fordításán alapul.  Az eredeti cikk szerkesztőit annak laptörténete sorolja fel. Ez a jelzés csupán a megfogalmazás eredetét és a szerzői jogokat jelzi, nem szolgál a cikkben szereplő információk forrásmegjelöléseként.